# David Oteo
David Alejandro Oteo Rojas (né le 23 juillet 1973 à Mexico au Mexique) est un joueur de football international mexicain, qui évoluait au poste de défenseur.

## Biographie

### Carrière en sélection
Avec l'équipe du Mexique, il joue 12 matchs (pour un but inscrit) entre 1996 et 2004. 
Il figure dans le groupe des sélectionnés lors de la Coupe des confédérations de 2001. Lors de cette compétition, il joue un match face à l'Australie.
Il participe également à la Copa América de 2004, ainsi qu'aux JO de 1996.